# Pedestal (singel Aiko)
Pedestal – singel czeskiej piosenkarki pochodzenia rosyjskiego Aiko. Wydany w dwóch wersjach: oryginalnej (22 września 2023) i eurowizyjnej (21 marca 2024). Piosenka reprezentowała Czechy w 68. Konkursie Piosenki Eurowizji (2024).
Promocja piosenki odbyła się na imprezach poprzedzających Eurowizję 2024: Pre-Party ES 2024, London Eurovision Party 2024, Eurovision in Concert i Nordic Eurovision Party.

## Lista utworów
| Digital download / media strumieniowe | Digital download / media strumieniowe | Digital download / media strumieniowe |
| Nr                                    | Tytuł utworu                          | Długość                               |
| ------------------------------------- | ------------------------------------- | ------------------------------------- |
| 1.                                    | „Pedestal”                            | 2:58                                  |